# Григорианские мессы
Григориа́нские ме́ссы — тридцать последовательных месс, которые служатся в Католической церкви за одного умершего в течение 30-и дней. Григорианские мессы служатся одним или несколькими священниками. Название связано с именем папы Григория I Великого, который в своём сочинении «Диалоги» приводит пример служения месс в течение 30-и дней за умершего монаха.
Григорианские мессы получили своё развитие в VIII веке, первоначально в монастырях. В различные периоды истории отношение к григорианским мессам в церковных кругах было неоднозначным.
В декларации Tricenario Gregoriano, которую выпустил Апостольский Престол 24 февраля 1967 года, утверждается, что григорианские мессы, прерванные из-за непредвиденного препятствия, приносят полноценные духовные плоды, которые церковная традиция связывает со служением григорианских месс.
В григорианской мессе уже присутствуют такие элементы: Kyrie eleison, Gloria in excelsis Deo, чтение Апостола и Евангелий, градуал, офферторий, Sanctus, префация, консекрация, Pater noster, Agnus Dei, благодарение. Церковный год разделён на периоды: до Рождества (ante Natalem), после Богоявления (post Theophaniam), Annuntiatio Angeli, Септуагесима (70 дней до Пасхи), Сексагесима (60 дней до Пасхи), Пальмовое воскресение, пасхальная октава (Paschae), время после Пятидесятницы (Post Pentecosten), присутствует Канун дня Всех святых (vigilia omnium sanctorum).